# مارتین توریخوس
مارتین توریخوس (انگلیسی: Martín Torrijos؛ زادهٔ ۱۸ ژوئیهٔ ۱۹۶۳) یک سیاست‌مدار و اقتصاددان اهل پاناما است.